# Notiophygus intermixtus
Notiophygus intermixtus là một loài bọ cánh cứng trong họ Discolomatidae. Loài này được John miêu tả khoa học năm 1968.